# Acantholabrus palloni
Genre
Espèce
Statut de conservation UICN

 LC  : Préoccupation mineure
Acantholabrus palloni est une espèce de poissons téléostéens (Teleostei), la seule du genre Acantholabrus.

## Noms communs
- Vracton brun
- Roucaou

## Répartition
Acantholabrus palloni est présent sur la côte Est de l'Atlantique nord, du Sud-Ouest de l'Angleterre, jusqu'au golfe de Guinée. Cette espèce n'est pas présente en Manche. 